# Deutscher Staatsbürgerpreis
Der Deutsche Staatsbürgerpreis wurde zwischen 1995 und 2015 und wird seit 2023 wieder von der Stiftung „Staatsbürgerliche Stiftung Bad Harzburg e. V.“ an  Personen des öffentlichen Lebens verliehen. Der Preis ist mit 5.000 Euro dotiert. Die verleihende Stiftung wurde 1988 in Bad Harzburg gegründet.

## Preisträger
- 1995: Richard von Weizsäcker, Bundespräsident a. D.
- 1997: Jacques Delors, Präsident der Europäischen Kommission
- 2000: Václav Havel, Staatspräsident der Tschechischen Republik
- 2001: Roman Herzog, Bundespräsident a. D.
- 2004: Klaus Töpfer, Under-Secretary-General und Executivdirektor des Umweltprogramms der Vereinten Nationen[2]
- 2008: Jean-Claude Juncker, Präsident der Europäischen Kommission[3]
- 2011: Kurt Masur, Dirigent[4]
- 2013: Bernhard Vogel, Ministerpräsident a. D. und Hans-Jochen Vogel, Bundesminister a. D.[5]
- 2015: Norbert Lammert, Präsident des Deutschen Bundestages[6]
- 2023: Klaus Johannis, Staatspräsident von Rumänien[7]
- 2025: Hans-Werner Sinn, Wirtschaftswissenschaftler[8]